# Кунгасалах
Кунгасалах е голямо сладководно езеро в Азиатската част на Русия, разположено в източната част на Таймирски Долгано-Ненецки район на Красноярски край.
С площ от 270 km2 езерото е 9-о по големина в Красноярски край и 45-о също по площ в Русия.
Езерото Кунгасалах е разположено в югоизточната част на полуостров Таймир, на територията на Таймирския (Долгано-Ненецки) автономен окръг на Красноярски край, на 76 m н.в., на 40 km югоизточно от голямото езеро Таймир. То има форма на неправилна, сплесната в едната си част елипса, разтегната от северозапад на югоизток. Бреговата му линия е слабо разчленена с дължина 72 km. По бреговете му е развита тундрова растителност, състояща се от лишеи и дребни храсти. Езерото се намира в района на вечно замръзналата почва и преобладават криогенните форми на релефа.
Площта на езерото Кунгасалах е 270 km2 с дължина от северозапад на югоизток 27 km и ширина 15 km. Измервания на дълбочината му не са правени.
Водосборният му басейн е 988 km2. Основен приток е река Хутудатари, вливаща се от север в него, о от югоизточната му част изтича Езерния проток, който го свързва с разположеното на 5 km югоизточно от него езеро Аритах, от което изтича река Нова, вливаща се в Хатангския залив на море Лаптеви.
Подхранването на езерото е снежно-дъждовно, като преобладава снежното. Пролетното покачване на нивото на езерото започва в края пролетта и продължава до средата на лятото. Ледената покривка се образува през месец септември и се задържа до месец юли. При хладни години се размразява частично. Водата му е чиста, слабо минерализирана и с висока прозрачност.
Богато е на риба, а по бреговете му през краткото лято гнездят прелетни и водоплаващи птици. По бреговете и във водосборния му басейн няма населени места.
Езерото Кунгасалах е открито през 1928 г. от руския ботаник, изследовател на Арктика Александър Толмачов.

## Топографски карти
- Лист от карта S-48-XI,XII устье р. Малахайтари. Мащаб: 1 : 200 000. Указать дату выпуска/состояния местности.
- Лист от карта S-48-XVII,XVIII оз. Портнягино. Мащаб: 1 : 200 000. Указать дату выпуска/состояния местности.